# Cythere valentinei
Cythere valentinei är en kräftdjursart som beskrevs av Tsukagoshi och Ikeya 1987. Cythere valentinei ingår i släktet Cythere och familjen Cytheridae. Inga underarter finns listade i Catalogue of Life.